# Eurigania
Eurigania (en grec antic: Εὐρυγάνεια) o de vegades Eurígane (Εὐρυγάνη) és el nom de l'esposa d'Èdip en algunes versions molt antigues de la llegenda, que no parlen de l'incest amb Jocasta.
Èdip va tenir amb Eurigania i no amb Jocasta els seus quatre fills, Etèocles, Polinices, Antígona i Ismene. Una llegenda semblant diu que Eurigania era filla d'Hiperfant i germana d'Eurianassa. Epicasta seria el nom de la seva mare. En aquesta versió, encara que Èdip es va casar amb Epicasta, no va tenir fills amb ella, sinó amb Eurigania.